# 古波克错
古波克错又叫拉木错（藏語：ལྷ་མོ་མཚོ，威利转写：lha mo mtsho，THL：Lhamo Tso），位于中国西藏自治区阿里地区革吉县境内，地处革吉县北部，南临纳屋错。第四纪时期与纳屋错同属一个大湖，现湖面海拔4401米，面积16平方公里。湖形狭长，湖中多岛屿。湖水主要靠塔查普河补给，湖水从南部泄入纳屋错。